# 15729 Yumikoitahana
15729 Yumikoitahana este un asteroid din centura principală de asteroizi.

## Descriere
15729 Yumikoitahana este un asteroid din centura principală de asteroizi. A fost descoperit pe 16 octombrie 1990 la Kitami de Atsushi Takahashi și Kazuro Watanabe. Asteroidul prezintă o orbită caracterizată de o semiaxă mare de 2,29 ua, o excentricitate de 0,17 și o înclinație de 3,2° în raport cu ecliptica.